# Diana Pop
Diana Adele Pop, geborene Ciupe, (* 9. Februar 1971 in Arad) ist eine ehemalige rumänische Basketballnationalspielerin und Judoka. Sie hat auch die ungarische Staatsangehörigkeit.

## Basketball
Pop erlernte das Basketballspielen beim rumänischen Verein BC Arad. 1989 wurde sie mit der Jugendnationalmannschaft Rumäniens Zweite der Europameisterschaft und zudem zur besten Aufbauspielerin des Turnieres gewählt. Bei der Jugendeuropameisterschaft 1990 wurde sie mit Rumänien Dritte und konnte wieder die Auszeichnung der besten Aufbauspielerin des Turnieres entgegennehmen. Pop spielte zudem in der Frauen-Basketballnationalmannschaft Rumäniens, und außerdem war sie bis 2001 der Kapitän der Nationalmannschaft Rumäniens. Mit dem BC Arad gewann sie von 1992 bis 1995 mehrfach die rumänische Meisterschaft. In der Folge spielte sie zunächst in Ungarn bei Zalaegerszeg, dann bei DKSK Miskolc und schließlich bei BSE Budapest. 1999 wurde sie zur Basketballerin des Jahres in Rumänien gekürt. 2000 scheiterte er eine Teilnahme am Draftverfahren der US-Liga WNBA aufgrund von Schwierigkeiten mit dem Visum.
2003 wechselte die Aufbauspielerin nach Deutschland in die 1. DBBL zum TSV 1880 Wasserburg. Mit diesem holte sie alle deutschen Meistertitel von 2004 bis 2008 und zusätzlich 2005, 2006 und 2007 und 2011 jeweils den deutschen Pokal. Für ihre Leistungen in den Spielzeiten 2006/2007 und 2007/2008 wurde Pop jeweils als wertvollste Spielerin der Bundesliga geehrt.
Nach den Babypause kehrte Diana Pop zurück in den Kader der TSV 1880 Wasserburg und spielte 2010 die achte Finalserie um die deutsche Meisterschaft in Folge. Von den Lesern des Oberbayerischen Volksblatt (OVB) und den Nutzern dessen Online-Portale wurde Diana Pop vor Langläuferin Evi Sachenbacher-Stehle und Squashspielerin Kathrin Hauck zur „Sportlerin des Jahres 2010“ gewählt. 2011 gewann Pop mit Wasserburg ihren sechsten deutschen Meistertitel. In der Saison 2012/13 spielte sie für den Zweitligisten Jahn München.

## Judo
Diana Pop betrieb neben Basketball auch Judo als Leistungssport und war in den Jahren 1984 bis 1988 jeweils rumänische Jugendmeisterin. Ihr Bruder, Alexander Remus Ciupe, ist zweimal bei den Olympischen Spielen (1992 und 1996) angetreten. Ihr Mann Teo Pop wurde 1988 rumänischer Meister.

## Sonstiges
Die gelernte Zahntechnikerin arbeitete zudem als Mode-Model für die ungarische Zeitschrift Star und die ungarische Ausgabe der Zeitschrift Elle. Seit 1998 ist sie mit Teodor-Adrian Pop verheiratet. Das Ehepaar hat eine Tochter.